# Стационе Феровијарија (Л'Аквила)
Стационе Феровијарија (итал. Stazione Ferroviaria) је насеље у Италији у округу Л'Аквила, региону Абруцо.
Према процени из 2011. у насељу је живело 20 становника. Насеље се налази на надморској висини од 789 м.